# Recopa Sudamericana 2017
De Recopa Sudamericana 2017 was de 25ste editie van de Zuid-Amerikaanse supercup die jaarlijks gespeeld wordt in het Zuid-Amerikaanse voetbal tussen de winnaars van de Copa Libertadores en de  Copa Sudamericana. Het Colombiaanse Atlético Nacional kwalificeerde zich als winnaar van de Copa Libertadores 2016 en het Braziliaanse Chapecoense als winnaar van de Copa Sudamericana 2016. Atlético Nacional versloeg Chapecoense over 2 wedstrijden met 5–3 en won zo de beker voor het eerst in haar historie.

## Gekwalificeerde teams
| Team              | Kwalificatie                   | Vorige deelnames |
| ----------------- | ------------------------------ | ---------------- |
| Atlético Nacional | Winnaar Copa Libertadores 2016 | 1 (1990)         |
| Chapecoense       | Winnaar Copa Sudamericana 2016 | Geen             |

## Wedstrijdinfo

### Eerste wedstrijd
|                            |                                     |       |                   |                                                                               |
| 4 april 2017 19:15 (UTC−3) | Chapecoense                         | 2 – 1 | Atlético Nacional | Arena Condá, Chapecó Toeschouwers: 19.005 Scheidsrechter: Mario Díaz de Vivar |
| 4 april 2017 19:15 (UTC−3) | Reinaldo 23' (pen.) Luiz Otávio 73' |       | 58' Torres        | Arena Condá, Chapecó Toeschouwers: 19.005 Scheidsrechter: Mario Díaz de Vivar |

### Tweede wedstrijd
|                           |                                  |       |                   |                                                                                        |
| 10 mei 2017 19:45 (UTC−5) | Atlético Nacional                | 4 – 1 | Chapecoense       | Estadio Atanasio Girardot, Medellín Toeschouwers: 40.450 Scheidsrechter: Roberto Tobar |
| 10 mei 2017 19:45 (UTC−5) | Moreno 1', 66' Ibargüen 30', 79' |       | 82' Túlio de Melo | Estadio Atanasio Girardot, Medellín Toeschouwers: 40.450 Scheidsrechter: Roberto Tobar |

1989 · 1990 · 1991 · 1992 · 1993 · 1994 · 1995 · 1996 · 1997 · 1998 · 1999 · 2000 · 2001 · 2002 · 2003 · 2004 · 2005 · 2006 · 2007 · 2008 · 2009 · 2010 · 2011 · 2012 · 2013 · 2014 · 2015 · 2016 · 2017 · 2018 · 2019 · 2020 · 2021 · 2022